# Liste der Kulturdenkmale in Hohwacht (Ostsee)
In der Liste der Kulturdenkmale in Hohwacht (Ostsee) sind alle Kulturdenkmale der schleswig-holsteinischen Gemeinde Hohwacht (Ostsee) (Kreis Plön) und ihrer Ortsteile aufgelistet (Stand: 10. März 2025).

## Legende
In den Spalten befinden sich folgende Informationen:
- Objekt-ID: die Nummer des Kulturdenkmales
- Lage: die Adresse des Kulturdenkmales und die geographischen Koordinaten. Kartenansicht, um Koordinaten zu setzen. In der Kartenansicht sind Kulturdenkmale ohne Koordinaten mit einem roten Marker dargestellt und können in der Karte gesetzt werden. Kulturdenkmale ohne Bild sind mit einem blauen Marker gekennzeichnet, Kulturdenkmale mit Bild mit einem grünen Marker.
- Offizielle Bezeichnung: Bezeichnung des Kulturdenkmales
- Beschreibung: die Beschreibung des Kulturdenkmales
- Bild: ein Bild des Kulturdenkmales

## Bauliche Anlagen
| Objekt-ID      | Lage                                              | Offizielle Bezeichnung                         | Beschreibung | Bild |
| -------------- | ------------------------------------------------- | ---------------------------------------------- | --- | ---- |
| 4744 Wikidata  | Gut Neudorf (54° 18′ 18″ N, 10° 37′ 20″ O)        | Herrenhaus                                     | Das Herrenhaus wurde 1703 errichtet und 1856 umgebaut. Es handelt sich um einen zweigeschossigen Bau mit drei Flügeln. Alteintragung (Aktualisierung vorgesehen) - Begründung: Alteintragung (Aktualisierung vorgesehen) - Schutzumfang: Alteintragung (Aktualisierung vorgesehen) - Denkmaltyp: Bauliche Anlage | BW   |
| 4746 Wikidata  | Gut Neudorf (54° 18′ 19″ N, 10° 37′ 23″ O)        | Wohnhaus (ehem. Speicher)                      | Alteintragung (Aktualisierung vorgesehen) - Begründung: Alteintragung (Aktualisierung vorgesehen) - Schutzumfang: Alteintragung (Aktualisierung vorgesehen) - Denkmaltyp: Bauliche Anlage | BW   |
| 10910 Wikidata | Gut Neudorf (54° 18′ 16″ N, 10° 37′ 1″ O)         | Feldkapelle                                    | Alteintragung (Aktualisierung vorgesehen) - Begründung: Alteintragung (Aktualisierung vorgesehen) - Schutzumfang: Alteintragung (Aktualisierung vorgesehen) - Denkmaltyp: Bauliche Anlage | BW   |
| 4748 Wikidata  | Gut Neudorf (54° 18′ 21″ N, 10° 37′ 27″ O)        | Gartenpavillon „Zum Stelldichein im Vogelsang“ | Alteintragung (Aktualisierung vorgesehen) - Begründung: Alteintragung (Aktualisierung vorgesehen) - Schutzumfang: Alteintragung (Aktualisierung vorgesehen) - Denkmaltyp: Bauliche Anlage | BW   |
| 3120 Wikidata  | Lütjenburger Straße (54° 18′ 36″ N, 10° 38′ 3″ O) | Wohnhaus „Golden Tüffel“                       | Alteintragung (Aktualisierung vorgesehen) - Begründung: Alteintragung (Aktualisierung vorgesehen) - Schutzumfang: Alteintragung (Aktualisierung vorgesehen) - Denkmaltyp: Bauliche Anlage | BW   |

## Quelle
- Liste der Kulturdenkmale in Schleswig-Holstein – Kreis Plön (PDF)

- Karte mit allen Koordinaten:
- OSM |
- WikiMap